# Allocnemis marshalli
Allocnemis marshalli – gatunek ważki z rodziny pióronogowatych (Platycnemididae). Występuje we wschodniej Afryce – głównie w dorzeczu Zambezi w Zambii, Mozambiku, Malawi i Zimbabwe.